# تومويا ميكي
تومويا ميكي (باليابانية: 見木友哉) هو لاعب كرة قدم ياباني، ولد في 28 مارس 1998. لعب مع جيف يونايتد تشيبا.

## وصلات خارجية
- تومويا ميكي على موقع رابطة كرة القدم اليابانية للمحترفين (اليابانية)
- تومويا ميكي على موقع قاعدة بيانات كرة القدم.إي يو (الإنجليزية)
- تومويا ميكي على موقع Soccerway.com (الإنجليزية)
- تومويا ميكي على موقع عالم كرة القدم.نت (الإنجليزية)